# If I Had Eyes
"If I Had Eyes" – piosenka Jacka Johnsona, pochodząca z jego wydanego w 2008 roku albumu, Sleep Through the Static. 29 listopada 2007 roku piosenka została opublikowana wyłącznie na stronie wytwórni, której właścicielem jest Johnson, Brushfirerecords.com. Oficjalny singel został wydany w iTunes 11 grudnia 2007 roku. 
Utwór zawiera dużo dźwięków gitary elektrycznej, która często występowała w piosenkach z płyty On and On. "If I Had Eyes" jest połączeniem muzyki akustycznej i bluesowej.

## Lista utworów
1. "If I Had Eyes"